# Augusto Curti
Augusto Curti (Ascoli Piceno, 4 marzo 1978) è un politico italiano, deputato dal 13 ottobre 2022.
Alle elezioni politiche del 2022 è stato candidato  per il Partito Democratico nel collegio Marche - P01, risultando poi eletto per la XIX legislatura.

## Biografia
Nato il 4 marzo 1978 ad Ascoli Piceno è residente a Force (AP). Al termine del suo percorso di studi ha conseguito la laurea in Scienze Economiche e la laurea in Economia e Amministrazione delle Imprese.

## Carriera Politica
Nel 2020 si candida alle elezioni regionali per le Marche con il Partito Democratico ottenendo 5.537 preferenze e risultando, pertanto, il quinto candidato per numero di voti a livello generale. Un risultato che, in ogni caso, non gli consente l’elezione a consigliere.
Alle elezioni politiche del 25 settembre 2022 è candidato alla Camera dei Deputati, con le liste del Partito Democratico, risultando eletto nel collegio plurinominale Marche - 01.

## Incarichi Istituzionali
Nel 2006 si candida alle consultazioni amministrative per il Comune di Force con una lista civica che, ottenendo il 51,81% dei voti, gli consente l’elezione a Sindaco. Nel 2011 si ricandida per il secondo mandato, con la lista civica “Insieme per Force”,ottenendo il 100% dei voti e la riconferma. Nel 2016 assume il terzo mandato da Sindaco, ancora una volta con la lista civica “Insieme per Force” che ottiene il 77,45% dei voti.
Nel giugno del 2019 viene eletto quale coordinatore dei piccoli comuni in seno ad Anci Marche.
Da gennaio a dicembre 2021 è membro della Cabina di Coordinamento Sisma Centro Italia, presieduta dal Commissario straordinario Giovanni Legnini, in rappresentanza dei Sindaci del cratere delle Marche.
In data 8 ottobre 2022 viene proclamato eletto alla Camera dei Deputati e il successivo 18 ottobre si iscrive formalmente al Gruppo parlamentare “Partito Democratico – Italia Democratica e Progressista”.
Il 9 Novembre 2022 diventa membro della Commissione VIII “Ambiente, Territorio e Lavori Pubblici” alla Camera.
In data 8 ottobre 2023 è nominato membro della Commissione Parlamentare di Vigilanza sull’Anagrafe Tributaria in seno alla quale, il 14 ottobre 2023, viene eletto Segretario.
A marzo del 2024 viene nominato vicepresidente dell’Intergruppo Parlamentare sulla Montagna.

## Altri Incarichi
Dal 2014 al 2019 è vicepresidente dell’Unione Montana dei Sibillini
Dal 2017 al 2019 è Presidente del CAL MARCHE (Consiglio delle Autonomie Locale)
Dal 2007 al 2020 è Presidente della Hydrowatt S.p.a
Dal 2017 al 2023 è Presidente del CIT (Centro Intermodale del Tronto)